# Vieux-boulogne
Vieux-boulogne ist ein französischer Weichkäse aus unbehandelter Milch (Rohmilch). Er ist einem Pont-l’Évêque ähnlich.

## Geschichte
Der Vieux-boulogne, auch unter dem Namen sablé du Boulonnais bekannt, kommt aus Boulogne-sur-Mer im Département Pas-de-Calais. Trotz seines Namens (Vieux-boulogne heißt übersetzt Alt-Boulogne) gibt es diesen Käse erst wieder seit Juli 1982, nachdem das Rezept als verschollen galt. Heute wird er in drei Käsereien produziert.

## Herstellung
Der Vieux-boulogne wird aus unpasteurisierter Kuhmilch, die aus dem Ursprungsgebiet zwischen den Kaps von Blanc-Nez und Gris-Nez stammt, hergestellt. Die typische Vegetation zwischen den Kaps beeinflusst als Futter der Kühe die Milchqualität. Die Milch wird erwärmt und mit Lab versetzt. Die dickgelegte Milch wird in Stücke geschnitten. Der Bruch wird von der Molke getrennt und in Formen zu Vierecken geformt und leicht gepresst. Der Käse wird mit Rotschmiere behandelt und reift in 7 bis 9 Wochen in feucht gehaltenen Kellerräumen. Die Rotschmiere bildet sich durch regelmäßiges Einreiben der entstehenden Käserinde mit Bier aus Saint-Léonard.
Der nach der Herstellkategorie Artisanal produzierte Käse ist viereckig. Bei einer Kantenlänge von 10 bis 11 cm ist der Käse ca. 4 cm dick und wiegt 400 bis 500 g. Sein Teig ist elfenbeinfarben, matt glänzend und mit Bruchlöchern versehen.

## Geruch
Der Vieux-Boulogne ist bekannt für einen starken Geruch. Dieser wurde im November 2004 von Dr. Stephen White und einem Team von Wissenschaftlern der Cranfield University, Bedfordshire, Großbritannien, untersucht. Eine Gruppe von 19 Verkostern, ergänzt durch eine elektronische Nase, bewertete die Gerüche 15 ausgewählter Käsesorten. Es wird vermutet, dass die gemeinsame biochemische Reaktion von Enzymen des Bieres und der Rotschmiere auf dem Käse die Ursache dieses starken Geruchs sind.